# 도야마 공항
도야마 공항(일본어: 富山空港,とやまくうこう, IATA: TOY, ICAO: RJNT)은 일본 도야마현 도야마시에 있는 제3종 공항이다. 애칭은 도야마 키토키토 공항(일본어: 富山きときと空港,とやまきときとくうこう)이다.

## 역사
1961년에 비행장 개항 후, 1963년부터 전일본공수가 도쿄 국제공항행을 취항하면서 본격적인 공항의 역할을 하기 시작하였다.
국제선은 1993년에 아시아나항공이 인천국제공항행 노선을 취항하면서 시작되었다. 이후 2016년경 에어서울이 운행을 이관하게 되었다.
2015년경 개통된 호쿠리쿠 신칸센이 개통되기 이전까지만 하더라도 하네다 - 도야마 공항 간의 수송인원은 일본 국내선 모든 노선중에서 상위 50개 노선 안에 들었으나, 호쿠리쿠 신칸센 개통 이후로, 시의 중앙에 있는 도야마역과 비교해봤을 때에도 낮은 접근성, 도야마시에서 도쿄까지 짧은 거리 (직선거리로 300km도 되지 않는다.), 항공기의 불편한 탑승수속 등이 겹쳐서, 도쿄행 노선의 이용객이 33% 감소, 2016년에는 2014년보다도 전체 수송인원이 절반 가까이 감소하였다.

## 운항 노선

### 국제선
| 항공사   | 목적지             |
| -------- | ------------------ |
| 중화항공 | 타이베이(타오위안) |

### 국내선
| 항공사     | 목적지               |
| ---------- | -------------------- |
| 전일본공수 | 도쿄(하네다)         |
| ANA 윙스   | 도쿄(하네다), 삿포로 |